# 内山俊哉
内山 俊哉（うちやま としや、1964年1月29日 - ）は、NHKのシニアアナウンサーで一時期は解説委員も兼ねていた。

## 来歴
佐賀県立佐賀西高等学校を経て九州大学法学部卒業。
1986年、NHKに入局。入局以来長く国内外のサッカーを中心としたスポーツアナウンサーとして活躍してきたが、2007年2月に再び初任地の福岡局へ戻り、ニュースや地域報道に携わる場面も増えたが、2009年福岡局所属のままで解説委員（専門分野はスポーツ、山本浩の後任）に就任した。現在ではNHKを代表するサッカー実況アナウンサーの一人である。
解説委員としての初仕事は同年4月20日の『NHKニュースおはよう日本』（「おはようコラム」コーナー）。解説委員に就任した頃は、2016年東京オリンピック構想が最終局面を迎えていたこともあり、出演した2回はいずれも五輪問題であった。同年10月2日深夜に放送された2016年夏季オリンピック開催都市決定特別番組にも出演した。
2012年春の人事異動でG-Media出向（旧･情報ネットワーク時代に出向しているため通算2度目）となって解説委員の兼務からは退き、再びスポーツ番組専門アナウンサーとなった。2024年現在のスポーツ担当解説委員は、同じくアナウンサー兼務の三瓶宏志が務めている。
2013年9月8日にオールナイトで放送した2020年夏季オリンピックの開催都市決定特番では、開催地が東京に決定したことを実況した。

## 現在の担当番組
- 各種スポーツ中継（サッカー、卓球、体操、メジャーリーグ（2011年から）、高校野球など）
- Jリーグタイム　司会進行（NHK BS1 月に一回程度）

## 過去の担当番組
- リレハンメルオリンピックダイジェスト番組（司会、1994年）
- NHKニュース7 スポーツコーナー（1995.4 - 1997.3）
- サタデースポーツ・サンデースポーツ（1997.4 - 2000.3）
- 世界体操選手権実況（2007年）
- 九州沖縄インサイド（番組開始 - 2010年3月19日）
- 博多祇園山笠追い山実況中継（2007年、2008年）
- 北京オリンピック 閉会式中継進行（2008年8月24日）
- 衆院選2009 開票速報（2009年8月31日未明、福岡のスタジオから九州・沖縄地方の選挙結果を伝えた）
- 解説委員室制作番組における解説（各種ニュース番組）その他
- NHK BSニュース（不定期）
- FIFAワールドカップ2014ブラジル大会・実況
  - 準決勝・ブラジル 対 ドイツ（7月8日）[1] ‐ ミネイロンの惨劇
  - 決勝・ドイツ 対 アルゼンチン（7月13日）[2]
- ほっとイブニング（不定期・池田達郎のキャスター代行など）
- マイあさ!（2021年1月25日 - 1月29日、5月17日 - 5月21日・吉松欣史のキャスター代行）
- ひるのいこい（同上）
- FIFAワールドカップ2022 - スタジオ進行
  - グループF「クロアチア」対「カナダ」（2022年11月27日 - 28日）
  - デイリーハイライト（2022年12月7日）
- 東海3県・東海北陸のニュース（勤務経験のある名古屋放送局の応援要員、2023年4月21日 - 23日）
- ニュース645福岡（勤務経験のある福岡放送局への応援要因、2025年5月17日）
- 九州沖縄のニュース（勤務経験のある福岡放送局への応援要因、2025年5月18日-19日）

## 同期
- 上田早苗、内多勝康、金子拓、鹿野義記、田中剛志、野村正育、星野豊、堀江さゆみ、政野光伯。